# Lucie Veerman-Bekker

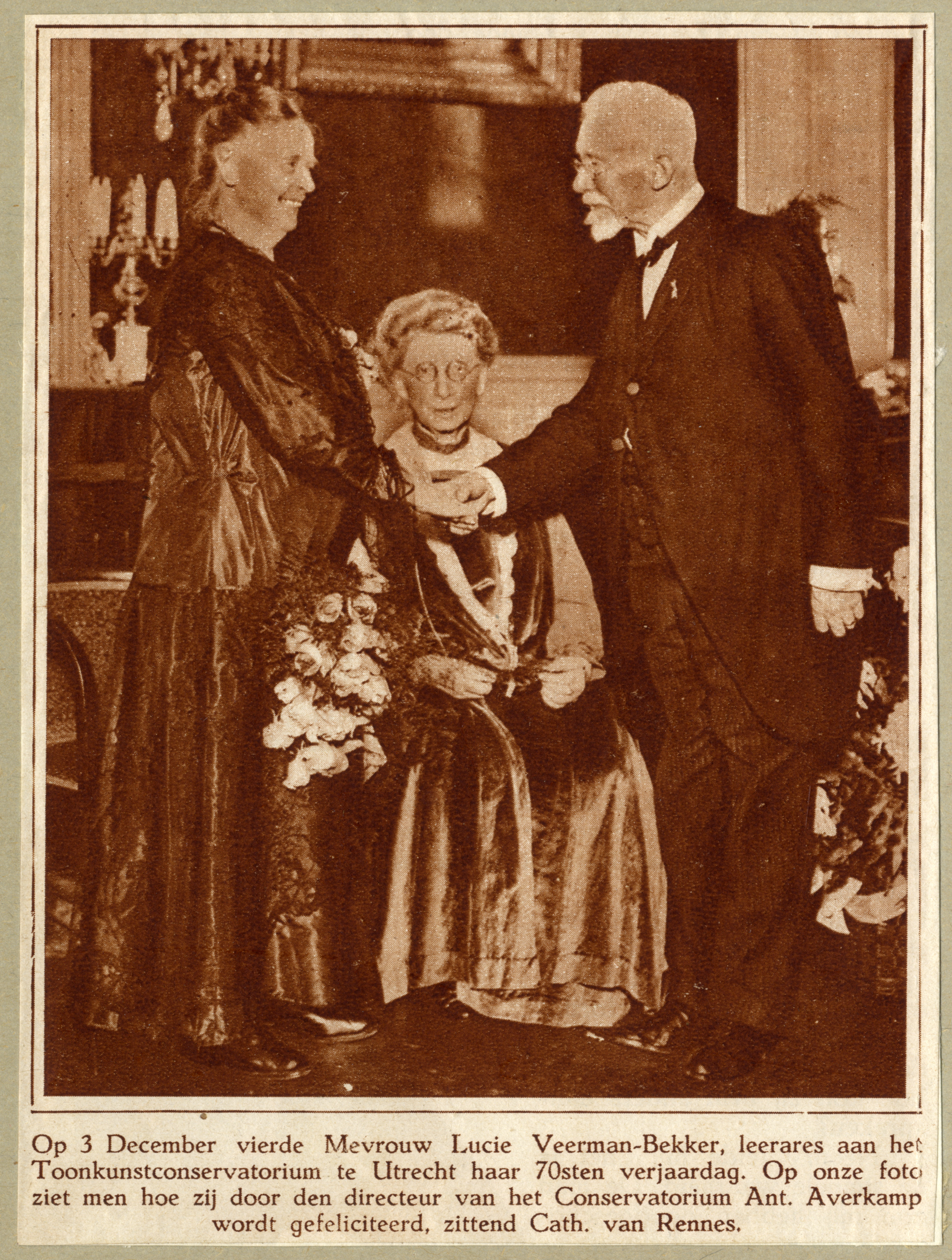
Lucie Veerman-Bekker (links) met Anton Averkamp, directeur van het conservatorium, en Catharina van Rennes (zittend) ter gelegenheid van haar zeventigste verjaardag

Lucretia Maria (Lucie) Veerman-Bekker (Utrecht, 3 december 1861 – aldaar, 11 januari 1945) was een Nederlands pianiste.
Ze was dochter van Elize Johanna Beunke en cellist en muziekhandelaar Petrus Rudolf Bekker, wonende aan de Minrebroederstraat. Zelf trouwde ze in 1885 met violist en concertmeester Gerard Veerman.
Haar eerste muzieklessen kreeg zij van haar vader, waarna pianist Theodorus Leonardus van der Wurff haar verdere piano-opleiding verzorgde aan de Utrechts Muziekschool van de Maatschappij tot Bevordering der Toonkunst. Ze kreeg er ook harmonieleer van Richard Hol. Ze was de eerste vrouwelijke pianist die haar diploma aan genoemde muziekschool behaalde, al was dat in 1884 met terugwerkende kracht.. Ze kon er mede daardoor meteen aan het werk als pianolerares. Ondertussen gaf ze concerten in de grote Nederlandse steden. Door haar huwelijk met Veerman werd haar werkgebied kleiner, maar tegelijkertijd intenser vanwege meer kamermuziek. Ze werd vaak gezien met mevrouw Emma Engelmann-Brandes, een Duitse muziekpedagoge die toen in Utrecht woonde. Ze kreeg verdere naamsbekendheid vanwege haar optredens met het Gewandhaus-strijkkwartet van Henri Petri als ook met het "Schörg-kwartet".. 
Ze werd benoemd tot hoofddocent piano aan de Utrechts Muziekschool en leidde in die hoedanigheid een reeks musici op, te noemen zijn Wouter Paap en Nelly Wagenaar.
Ze stierf vrij onverwachts in haar woning aan de Parkstraat. Overigens werd er al in december 1941 per abuis een In memoriam over haar geplaatst in Het Volk met later een rectificatie.